# 1994 AJ3
1994 AJ3 är en asteroid i huvudbältet som upptäcktes den 12 januari 1994 av Farra d'Isonzo-observatoriet i Farra d'Isonzo.
Asteroiden har en diameter på ungefär 15 kilometer och den tillhör asteroidgruppen Hilda.